# Роучдейл (Індіана)
Роучдейл (англ. Roachdale) — місто (англ. town) в США, в окрузі Патнем штату Індіана. Населення — 840 осіб (2020).

## Географія
Роучдейл розташований за координатами 39°50′57″ пн. ш. 86°48′2″ зх. д. / 39.84917° пн. ш. 86.80056° зх. д. (39.849168, -86.800470).  За даними Бюро перепису населення США в 2010 році місто мало площу 1,31 км², уся площа — суходіл.

## Демографія
Згідно з переписом 2010 року, у місті мешкало 926 осіб у 356 домогосподарствах у складі 240 родин. Густота населення становила 706 осіб/км².  Було 401 помешкання (306/км²).
Расовий склад населення:
| - 99,2 % — білих |

До двох чи більше рас належало 0,8 %. Частка іспаномовних становила 0,4 % від усіх жителів.
За віковим діапазоном населення розподілялося таким чином: 29,3 % — особи молодші 18 років, 57,4 % — особи у віці 18—64 років, 13,3 % — особи у віці 65 років та старші. Медіана віку мешканця становила 35,6 року. На 100 осіб жіночої статі у місті припадало 98,7 чоловіків;  на 100 жінок у віці від 18 років та старших — 94,9 чоловіків також старших 18 років.
Середній дохід на одне домашнє господарство  становив 50 707 доларів США (медіана — 40 395), а середній дохід на одну сім'ю — 57 297 доларів (медіана — 51 042). Медіана доходів становила 41 458 доларів для чоловіків та 32 813 долари для жінок. За межею бідності перебувало 23,3 % осіб, у тому числі 35,4 % дітей у віці до 18 років та 3,3 % осіб у віці 65 років та старших.
Цивільне працевлаштоване населення становило 386 осіб. Основні галузі зайнятості: виробництво — 27,7 %, освіта, охорона здоров'я та соціальна допомога — 21,5 %, будівництво — 10,9 %, публічна адміністрація — 8,5 %.